# Нил, Рой Уильям
Рой Уильям Нил, наст. имя Роланд де Гостри (англ. Roy William Neill, 4 сентября 1887, Ирландия — 14 декабря 1946, Лондон) — американский кинорежиссёр, наиболее известный своими фильмами о Шерлоке Холмсе и докторе Ватсоне, поставленными на студии Universal Studios в период между 1943 и 1946 годами.

## Жизнь и творчество
Рой У. Нил был сыном капитана дальнего плаванья. Он родился на борту корабля, близ берегов Ирландии. Свою карьеру кинорежиссёра Р. У. Нил начинает в 1917 году ещё в немом кино, и впоследствии снимает 107 кинофильмов, из которых 40 были «немые». Большинство снятых им лент были малобюджетные В-фильмы. Значительное число из них являлись детективными мелодрамами или фильмами ужасов, с постепенным изменением стиля, перешедшего в течение 1940-х годов в кино нуар. Последний из снятых мастером фильмов — «Чёрный ангел» (Black Angel) — относится именно к фильмам стиля «нуар».
Большую часть своей жизни Рой У. Нил работал в США, однако в 1935—1940 годах он переехал в Лондон и стал первым из режиссёров, ставивших фильм продюсера Эдварда Блэка «Леди исчезает», завершённый в 1938 году Альфредом Хичкоком. В годы Второй мировой войны Рой У. Нил поставил серию кинофильмов о похождениях Шерлока Холмса и доктора Ватсона, роли которых исполняли Бэзил Рэтбоун и Найджел Брюс. Сюжет ряда из этих кинофильмов тесно связан с политическими событиями этого времени, в первую очередь войной, и не имеет связи с произведениями А. Конан Дойла.
Р. У. Нил скончался вследствие инфаркта миокарда.

## Избранные кинофильмы
- The Price Mark (1917)
- Love Letters (1917)
- Flare-Up Sal (1918)
- Tyrant Fear (1918)
- Something Different (1920)
- The Conquest of Canaan (1921)
- The Man From M.A.R.S. (1922)
- What’s Wrong with the Women? (1922)
- Broken Laws (1924)
- The City (1926)
- The Viking (1928)
- Уолл-стрит (англ. Wall Street) (1929)
- That’s My Boy (1932)
- The Menace (1932)
- Jealousy (1934)
- Black Moon (1934)
- The Black Room (1935)
- Возвращение Одинокого волка (The Lone Wolf Returns, 1935)
- Doctor Syn (1937) (британский)
- Thank Evans (1938) (британский)
- Many Tanks Mr. Atkins (1938) (британский)
- The Viper (1938) (британский)
- Everything Happens to Me (1938) (британский)
- Murder Will Out (1939) (британский)
- A Gentleman’s Gentleman (1939)
- Hoots Mon! (1940)
- Глаза криминального мира (Eyes of the Underworld, 1942)
- Франкенштейн встречает человека-волка (Frankenstein Meets the Wolf Man, 1943)
- Шерлок Холмс в Вашингтоне (Sherlock Holmes in Washington, 1943)
- Шерлок Холмс перед лицом смерти (Sherlock Holmes Faces Death, 1943)
- Шерлок Холмс и секретное оружие (Sherlock Holmes and the Secret Weapon, 1943)
- Паучиха (The Spider Woman, 1944)
- Багровый коготь (The Scarlet Claw, 1944)
- Жемчужина смерти (The Pearl of Death, 1944)
- Замок ужаса (Sherlock Holmes and the House of Fear, 1945)
- Бегство в Алжир (Pursuit to Algiers, 1945)
- Женщина в зелёном (The Woman in Green, 1945)
- Ночной кошмар (Terror by Night, 1946)
- Прелюдия к убийству (Dressed to Kill, 1946)
- Чёрный ангел (Black Angel) (1946)

## Галерея
- Портрет Роя У. Нила Архивная копия от 29 июня 2011 на Wayback Machine